# Black Rock (Victoria)
Black Rock ist ein Vorort in Melbourne in Victoria in Australien. Er liegt etwa 18 km südöstlich des Melbourner "Central Business District". Es gehört zum Verwaltungsgebiet Bayside City. Bei der Volkszählung 2016 hatte Black Rock 6.159 Einwohner.

## Geschichtliches
Die Vorstadt wurde nach Black Rock House, einem großen Wohnsitz des Viehzüchters und Parlamentariers Charles Ebden aus dem Jahre 1856 benannt. Der nördliche Teil des Ortes zwischen Beach Road und Bluff Road war eine der ersten Ansiedlungen in der Gemeinde Moorabbin von Josiah Holloway in den 1850er Jahren. Die Stadt wurde 'Bluff Town' genannt, war zunächst dünn besiedelt und wuchs spärlich.
Die erste Poststation in der Region entstand in Red Bluff im Norden. Sie wurde am 17. April 1901 geöffnet und im Jahre 1969 geschlossen. In Black Rock wurde die erste offizielle Post am 23. April 1902 eröffnet (umbenannt in Half Moon Bay) und im Jahre 1922 geschlossen. Die zweite Black Rock Post eröffnete im Jahre 1922 in der Nähe der Ecke der Straßen- und Bluff Balcombe Road.

## Küste
Eines der bemerkenswertesten Teile der Black Rock Küste ist der 'Red Bluff'. Den Namen bekam dieser Teil durch das oxidierende Eisen, dass verbrannt aussah und eine orange Färbung aufweist. Zu beiden Seiten der Küste erstrecken sich Strände, unter anderem auch 'Half Moon Bay'. Diese Bucht eignete sich als Yachthafen und seit den 1890er Jahren bildete sich dort eine Filiale des Brighton Yacht Clubs. Im Jahre 1919 entstand schließlich der 'Black Rock Yacht Club'.

## Persönlichkeiten
- Andrew Lauterstein, (* 1987, australischer Schwimmer)